# إيفان بروفيديل
ايفان بروفيديل (بالإيطالية: Ivan Provedel)‏ (17 مارس 1994 ببوردينوني في إيطاليا - ) هو لاعب كرة قدم إيطالي في مركز حراسة المرمى. شارك مع منتخب إيطاليا تحت 20 سنة لكرة القدم. أما مع النوادي، فقد لعب مع كييفو فيرونا ونادي بيروجيا ونادي بيزا ونادي مودينا ونادي برو فيرتشيلي ونادي إمبولي ونادي يوفي ستابيا ونادي سبيزيا أما حالياً فيلعب مع نادي لاتسيو.
ويشتهر الحارس إيفان بروفيديل بحادثة 94 حيث أنّه من مواليد 1994 وطوله 1.94 متر وكان يحمل القميص رقم 94 لفريقه لازيو حين سجّل هدف التّعادل في الدقيقة 94 لفريقه لازيو الإيطالي أمام أتلتيكو مدريد الإسباني في إطار رابطة أبطال أوروبا لموسم 2023/2024.

## وصلات خارجية
- ايفان بروفيديل على موقع الاتحاد الأوربي (الإنجليزية)
- ايفان بروفيديل على موقع قاعدة بيانات كرة القدم.إي يو (الإنجليزية)
- ايفان بروفيديل على موقع بيانات كرة القدم. دي إي (الألمانية)
- ايفان بروفيديل على موقع Soccerbase.com (لاعب) (الإنجليزية)
- ايفان بروفيديل على موقع Soccerway.com (الإنجليزية)
- ايفان بروفيديل على موقع عالم كرة القدم.نت (الإنجليزية)
- ايفان بروفيديل على موقع AS.com (الإسبانية)